# Blue-Seven-Phänomen
Das Blue-Seven-Phänomen beschreibt den Umstand, dass die meisten Menschen in den Vereinigten Staaten die Farbe Blau lieben und Sieben eine globale Lieblingszahl ist.

## Namensherkunft
Das Phänomen hat seinen Namen daher, dass die Farbe „blau“ so häufig als Lieblingsfarbe genannt wird, und Experimente der Verhaltensforschung zeigen die Bevorzugung der Zahl Sieben: Die häufigste Antwort auf die Frage nach der Lieblingszahl oder bei der Frage nach einer beliebigen Zahl zwischen Eins und Neun ist die Zahl Sieben.